# Warszawa w literaturze

## Historia

### XIV-XVII wiek
Szkoły w Warszawie funkcjonowały prawdopodobnie od roku 1406. Działały obok kolegiaty współpracującej z Akademią Krakowską (uczyło się w niej ok. 70 studentów z Warszawy). W XIV/XV wieku powstała pierwsza fundacja klasztorna. Na wiek XVI, po włączeniu do Korony, przypada rozkwit Warszawy. Odbywały się w niej sejmy walne i elekcje, rozbudowano zamek warszawski, do którego przeniesiono dwór królewski, ale także miały miejsce wydarzenia kulturalne zapisane w historii. Pierwsze warszawskie drukarnie powstały w 1624 roku. W latach siedemdziesiątych XVII wieku pojawili się księgarze i introligatorzy. Powstawały także księgozbiory, które posiadały uprzywilejowane warstwy społeczne i inteligencja.
Pierwszym motywem warszawskim jaki ukazał się w literaturze to opis mostu nad Wisłą zbudowanego z inicjatywy Zygmunta Augusta we fraszce Jana Kochanowskiego. Warszawę XVII-wieczną utrwalił Adam Jarzębski w poemacie Gościniec, albo krótkie opisanie Warszawy.
Podczas potopu szwedzkiego miasto zostało ograbione z dóbr kulturalnych; wywieziono stąd także zbiory z bibliotek: zamkowej, ujazdowskiej i klasztornych.

### XVIII wiek: oświecenie stanisławowskie

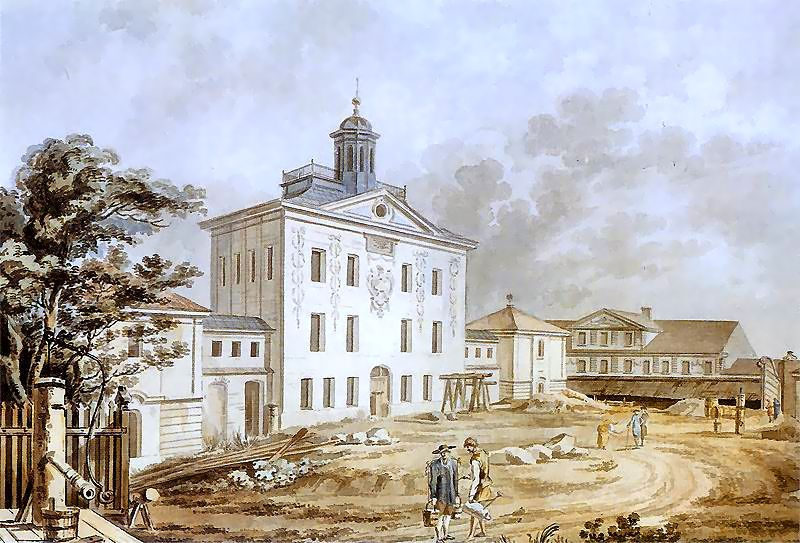
Biblioteka Załuskich na akwareli Zygmunta Vogla (1801)

Warszawa stała się w tym okresie stolicą polskiego oświecenia, jak i centrum życia publicznego. W 1747 otwarto publiczną Bibliotekę Załuskich, w 1740 – Collegium Nobilium pijarów w Warszawie, a 19 listopada 1765 – pierwszy w dziejach Polski teatr publiczny. Wzrastał handel księgarski, działało ok. 16 drukarni. Za najwybitniejszych drukarzy i wydawców warszawskich tego okresu uważa się Michała Grölla i Piotra Dufoura; działały także oficyny: Mitzlerowska, jezuicka, pijarska, Drukarnia Wolna. W 1773 roku powstała Komisja Edukacji Narodowej.

### 1795-1831: między III rozbiorem a powstaniem listopadowym
III rozbiór Polski drastycznie zahamował rozwój Warszawy. Zbiory Biblioteki Załuskich zostały wywiezione przez Rosjan do Petersburga. Osłabła produkcja drukarska (zaś niektóre drukarnie zlikwidowano, np. Korpusu Kadetów), nasiliła się także urzędowa cenzura, a środowisko literackie uległo rozproszeniu. Do roku 1831 Towarzystwo Przyjaciół Nauk było najważniejszym ośrodkiem warszawskiego życia intelektualnego. Związany był z nim miesięcznik Nowy Pamiętnik Warszawski.
W latach 1815–1830 Warszawa odzyskała pozycję ośrodka życia kulturalnego. W 1816 założono Uniwersytet Warszawski, wkrótce zaś utworzono Bibliotekę Publiczną (jej dyrektorem był Linde).

### 1832-1863: po upadku powstania listopadowego do wybuchu styczniowego
Od 1833 do 1856 obowiązywał stan wojenny. Po roku 1840 zamknięto uniwersytet, zlikwidowano Towarzystwo Przyjaciół Nauk, zaś większą część ich naukowych warsztatów wywieziono do Rosji. Miasto opuścili m.in.: Edward Dembowski, Teofil Lenartowicz, Roman Zmorski, Narcyza Żmichowska, Józef Bohdan Dziekoński. Życie kulturalne przyjęło postać nieformalną; koncentrowało się w salonach, małych grupach artystycznych. Zwiększył się udział kobiet w literaturze, pisały wtedy m.in. Żmichowska, Paulina Krakowowa, Józefa Śmigielska, Seweryna Pruszakowa z Żochowskich, Eleonora Ziemięcka. Tzw. entuzjastki zajmowały się tajną działalnością kurierską – kulturalną, oświatową i propagandową; były także organizatorkami pomocy dla zesłańców i ich rodzin. Także warszawscy pisarze i poeci tworzący w epoce romantyzmu byli często związani z konspiracyjną działalnością literacką. W latach ok. 1839-1843 istniała Cyganeria Warszawska zrzeszająca młodych pisarzy.
Ożywienie w czasopiśmiennictwie przypada na lata czterdzieste. W 1841 zaczęto wydawać Bibliotekę Warszawską, będącą wtedy jedynym periodykiem naukowym (do 1876); ukazywały się także Przegląd Warszawski, Gazeta Warszawska, Pamiętnik Literacki (jako dodatek do Gazety Powszechnej), Roczniki Krytyki Literackiej. Rozwój prasy w latach czterdziestych i pięćdziesiątych spowodował formowanie się zalążków zawodowego środowiska dziennikarskiego (np. Jan Kanty Gregorowicz, Franciszek Salezy Dmochowski, Józef Kenig). Podniósł się poziom drukarstwa w Warszawie; w 1861 duży zakład drukarski założył Samuel Orgelbrand, zaś w 1857 roku założono firmę wydawniczą Gebethner i Wolff.

### 1864-1918: między upadkiem powstania styczniowego a odzyskaniem niepodległości

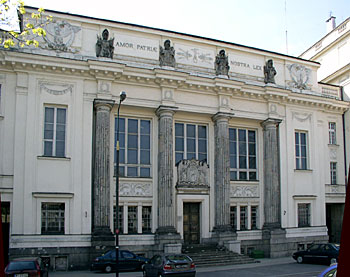
Biblioteka Krasińskich w Warszawie

Po upadku powstania styczniowego nastąpiła rusyfikacja życia publicznego w Polsce. Na miejscu zamkniętej w 1869 Szkoły Głównej powstał Cesarski Uniwersytet Warszawski. Język polski usunięty ze szkół, urzędów i sądów przetrwał w literaturze, prasie, kościele, teatrze. Dopiero w roku 1881 na Cesarskim Uniwersytecie utworzono katedrę historii polskiej literatury. W 1905 zmieniono charakter cenzury z prewencyjnego na represyjny.
W okresie Młodej Polski (1890-1918) następuje rozwój idei niepodległościowych i czas tworzenia programów społecznych i politycznych. W tym okresie Warszawa była głównym ośrodkiem polskiego czasopiśmiennictwa: wydawano tu 95% wszystkich pism drukowanych w zaborze rosyjskim. W 1899 powstała Warszawska Kasa Przezorności i Pomocy dla Literatów i Dziennikarzy – zawodowe stowarzyszenie zrzeszające pisarzy.

### 1918–1939: dwudziestolecie międzywojenne
Od momentu odzyskania niepodległości przez Polskę, Warszawa stała się centrum skupiającym ośrodki kierujące życiem kulturalnym i naukowym. Wielu pisarzy przeprowadziło się do tego miasta, m.in. Juliusz Kaden-Bandrowski, Kazimierz Przerwa-Tetmajer, Emil Breiter, Józef Ujejski, Kornel Makuszyński, Karol Irzykowski, Jarosław Iwaszkiewicz, Kazimierz Wierzyński, Władysław Broniewski, Tadeusz Dołęga-Mostowicz, Melchior Wańkowicz, Jan Brzechwa, Świętopełk Karpiński, Józef Czechowicz. Na czas dwudziestolecia przypada rozkwit twórczości warszawskich poetów i pisarzy takich jak Zofia Nałkowska, Pola Gojawiczyńska, Jan Lechoń, Anatol Stern, Antoni Słonimski, Aleksander Wat. W 1918 powstał Związek Autorów i Kompozytorów Scenicznych (ZAiKS), następnie Związek Autorów Dramatycznych i Zrzeszenie Beletrystów Polskich (1928).
Powstało kilka ugrupowań twórczych. Z literatów skupionych wokół miesięcznika Pro Arte et Studio wyłoniła się grupa „pikadorczyków” – organizatorów kawiarni artystycznej Pod Picadorem. Stali się oni założycielami grupy literackiej Skamander. Obok nich działali, związani z futuryzmem, Anatol Stern i Aleksander Wat. Wydawnictwa Wata (zazwyczaj konfiskowane) szokowały opinię publiczną; były to m.in. ulotki: Tak z 1918, Niebieskie pięty i Gga z 1920, a także, napisany wspólnie z futurystami z Krakowa, manifest Nuż w bżuhu – jednodńuwka futurystuw (1921, skonfiskowany). Czasopisma związane z awangardą poetycką to m.in. Nowa Sztuka (1921/1922) i Almanach Nowej Sztuki (1924/1925). Redakcja Gospody Poetów (m.in. Emil Zegadłowicz) i Ponowy była związana z tradycjonalistyczną młodzieżą organizującą wieczory literackie w Polskim Klubie Artystycznym. Na przełomie lat 1926/1927 w Warszawie powstała grupa literacka „Kwadryga”. Wokół pisma Głos Literacki, będącego gazetą prosanacyjną, skupiła się grupa pod nazwą „Kadra”. W tym czasie odnowiło się oblicze literatury w stolicy, o czym miała świadczyć intensywna działalność pisarzy, recytacje w kawiarniach, wieczory autorskie, a także różnego rodzaju demonstracje (jak te futurystów i skamandrytów).
W Warszawie wychodziły wtedy pisma takie jak m.in.: Tygodnik Ilustrowany, Świat, Myśl Narodowa, Droga, Wiadomości Literackie, duże znaczenie miała Gazeta Warszawska, także Kurier Warszawski, Kurier Poranny, Głos Prawdy, Nowy Przegląd Literatury i Sztuki, Przegląd Warszawski i Przegląd Humanistyczny. W 1925 roku ustanowiono nagrodę literacką miasta Warszawy, której zwycięzcami byli m.in. Wacław Sieroszewski (w 1927), Artur Oppman (w 1928), Władysław Orkan (w 1930), Pola Gojawiczyńska (w 1935), Leopold Staff (w 1938).
W dwudziestoleciu 96% polskich filmów powstało w Warszawie. W 1926 roku pierwsza polska rozgłośnia radiowa nadała w tym mieście swój program inauguracyjny. Dzięki powstaniu filmu i radia, zrodziło się zapotrzebowanie na scenariusz i słuchowisko.

### 1939–1945: II wojna światowa

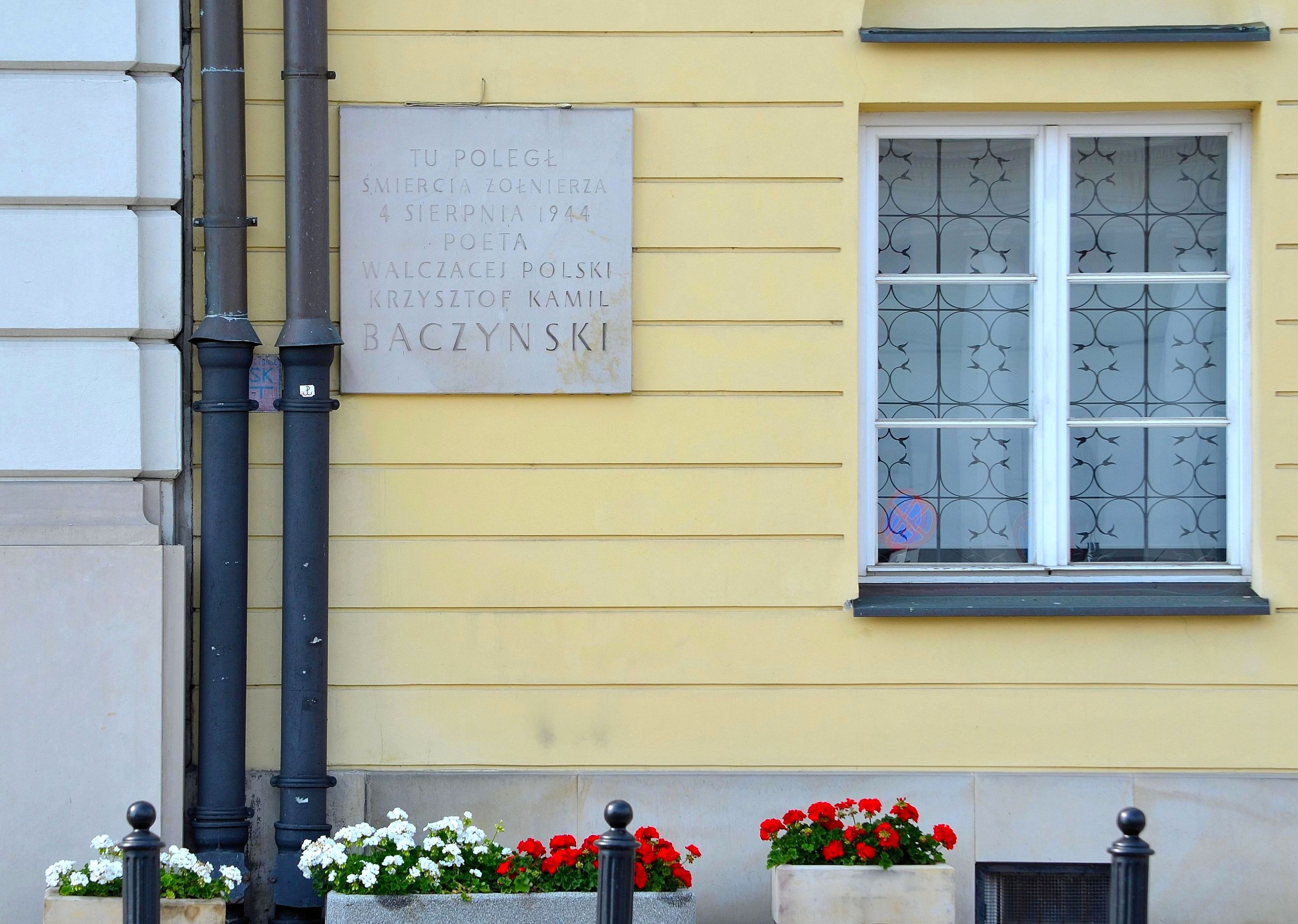
Pałac Blanka – miejsce śmierci Krzysztofa Kamila Baczyńskiego

Po wybuchu II wojny światowej warszawskie środowisko literackie uległo rozbiciu i rozproszeniu. Pomimo to, spora część pisarzy pozostawała w mieście, lub też w czasie okupacji przeprowadziła bądź powróciła do niego. Ze względu na likwidację przez okupanta niemieckiego polskich wydawnictw i wprowadzenia zakazu działalności literackiej, inteligencja rozpoczęła organizowanie życia kulturalnego w konspiracji. Taka działalność była uważana za cywilną walkę o przetrwanie narodu. Sprzyjała jej skoncentrowana w Warszawie działalność innych ważnych organizacji podziemnych, jak i szybki rozwój kolportażu tajnej prasy. Tak więc utwory literackie pojawiały się także w gazetach niezwiązanych bezpośrednio z literaturą (np. Polska Żyje). Warszawskie czasopisma związane z literaturą i drukowane konspiracyjnie to m.in.: Sztuka i Naród, Kultura Jutra, Nurt. Pismo poświęcone kulturze polskiej, Sprawy Narodu, Droga, Werble wolności, Przełom. Organizowano tajne wieczory literackie, koncerty poetyckie, spektakle teatralne, dyskusje. Ważnym uczestnikiem takich spotkań był Karol Irzykowski.
Zdecydowana większość antologii poezji wydawanych konspiracyjnie została wydrukowana w Warszawie (m.in. Pieśń niepodległa, Duch wolny w pieśni, Słowo prawdziwe i Wierne płomienie). W roku 1941 kilku uczonych (Stanisław Lorentz, Bogdan Suchodolski, Józef Grycz) napisało pracę The Nazi Kultur in Poland, ukazującą ogrom strat poniesionych przez Polskę, a przede wszystkim jej stolicę, od początku II wojny światowej.
Temat Warszawy czasu wojny i okupacji pojawił się nie tylko w wierszach poetów przebywających wtedy w mieście, lecz także w utworach: skamandrytów (Słonimski – Alarm, Wierzyński – Modlitwa za zmarłych, Tuwim – Modlitwa w Kwiatach polskich), Hulewicza (Mogiła na skwerze), Jana Lechonia, Balińskiego, Janiczka, Nowickiego, Miłosza, Jastruna, Zagórskiego. Poetami młodego pokolenia – generacji kolumbów, tworzącymi w okupowanej stolicy, byli m.in.: Baczyński, Gajcy, Trzebiński, Stroiński, Mencel.
Utwory poetyckie powstające bezpośrednio pod wrażeniem powstania warszawskiego to przede wszystkim wiersze jego uczestników, m.in. Mieczysława Ubysza, Zbigniewa Jasińskiego, Stanisława Marczaka-Oborskiego, Józefa Szczepańskiego, Zbigniewa Chałko, S. R. Dobrowolskiego, lecz także poetów dowiadujących się o tym wydarzeniu z dystansu, np. Lechoń, Wierzyński, Bogusławski. Ponadto w powstańczej Warszawie przebywali Kornel Makuszyński, Jan Brzechwa, Stefan Wiechecki, Eryk Lipiński; napisali kilka wierszy związanych z tą tematyką. Wiechecki publikował wtedy w piśmie „Powstaniec”; Brzechwa zaś w „Barykadzie Powiśla”.

### 1945–1989: Polska Ludowa

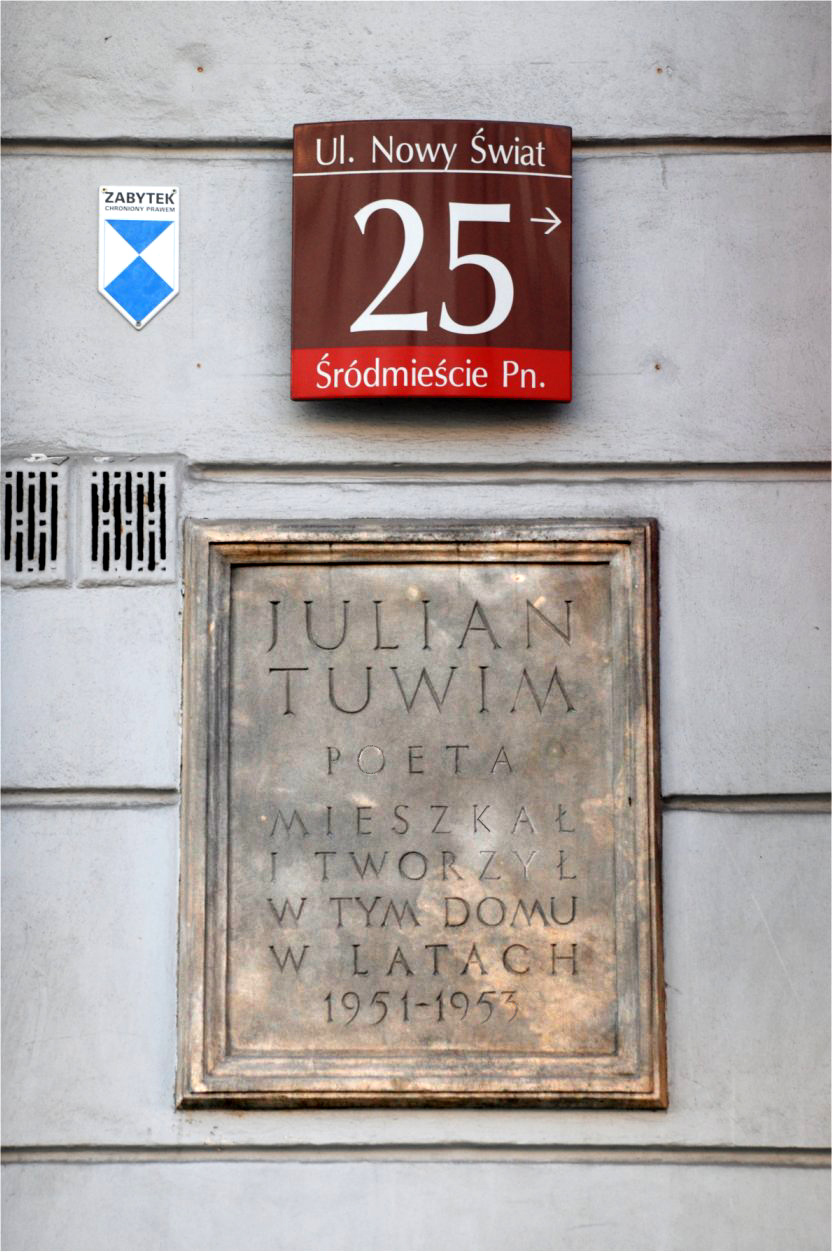
Tablica upamiętniająca Juliana Tuwima przy ul. Nowy Świat 25

Pierwszą powojenną gazetą było Życie Warszawy. W lutych 1945 reaktywowano działalność warszawskiego oddziału ZZLP, wznowiono zajęcia w uczelniach, pracę rozpoczęły wydawnictwa „Czytelnik”, „Nasza Księgarnia”, Państwowe Zakłady Wydawnictw Szkolnych, uruchomiono biblioteki.

### Po 1989

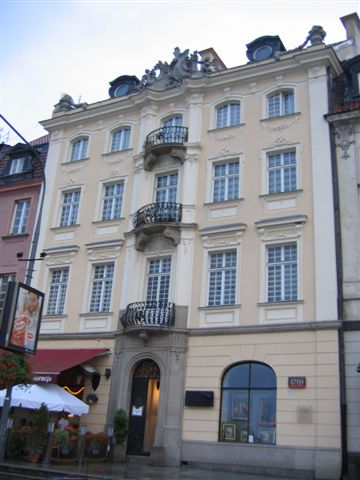
Dom Literatury przy ul. Krakowskie Przedmieście 87/89, siedziba Stowarzyszenia Pisarzy Polskich

W 1989 powstało Stowarzyszenie Pisarzy Polskich z siedzibą w Domu Literatury przy Krakowskim Przedmieściu 87/89.

## Niektóre utwory literackie, w których pojawia się motyw Warszawy
- 1573 - fraszka Na most w Warszawie Jana Kochanowskiego
- 1643 – poemat Gościniec, albo krótkie opisanie Warszawy Adama Jarzębskiego
- 1831 – wiersz Sowiński w okopach Woli[1] Juliusza Słowackiego
- 1832 – wiersz Reduta Ordona Adama Mickiewicza
- 1832 – III część dramatu Dziady Mickiewicza
- 1841 – powieść Czarna mara Anny Nakwaskiej
- 1842 – powieść Obraz warszawskiego społeczeństwa w dwóch powieściach spisany Nakwaskiej
- 1844 – szkice Wizerunki społeczeństwa warszawskiego Józefa Symeona Boguckiego
- 1848/1858 – praca Starożytności warszawskie Aleksandra Wejnerta
- 1850 – szkice Tadeusz Bezimienny Józefa Korzeniowskiego
- 1855 – szkice Lichwiarze Wacława Szymanowskiego
- 1886 – powieść Na warszawskim bruku Adolfa Dygasińskiego
- 1890 – powieść Lalka Bolesława Prusa
- 1899 – powieść Ludzie bezdomni Stefana Żeromskiego
- 1904 – dramat Warszawianka Stanisława Wyspiańskiego
- 1909 – powieść Opowiadania o starej Warszawie Wiktora Gomulickiego
- 1930 – poezje Pieśń o Rynku i zaułkach Artura Oppmana
- 1938 – wiersz Ulica Miła[2] z tomiku Krzyk ostateczny Władysława Broniewskiego
- 1939 – wiersz Alarm![3] Antoniego Słonimskiego
- 1939 – wiersz Wstążka z „Warszawianki” Kazimierza Wierzyńskiego
- 1940 – wiersz Miasto Czesława Miłosza
- 1941 – dokument The Nazi Kultur in Poland praca zbiorowa
- 1943 – wiersz Warszawa[4] Krzysztofa Kamila Baczyńskiego
- 1943 – publikacja dokumentalna Na oczach świata Marii Kann
- 1944 – wiersz Uśmiech Warszawy Tadeusza Hollendra
- 1944 – wiersz Pomoc dla Warszawy Antoniego Bogusławskiego
- 1944 – wiersze Żądamy amunicji[5] i Pieśń o Powstaniu[6] Zbigniewa Jasińskiego
- 1944 – wiersz O chłopakach z AKa[7] (inny tytuł: Chłopaki z AKa) Eryka Lipińskiego
- 1944 – wiersz Śpiew Czerniakowa Kornela Makuszyńskiego
- 1944 – wiersz Miastu Stanisława Marczaka-Oborskiego
- 1944/45 – wiersze 1 września 1944 i Powrót Kazimierza Wierzyńskiego
- 1945 – wiersze Akademia warszawska i Przepowiednia Mariana Hemara
- 1945 – wiersz W Warszawie[8] Czesława Miłosza
- 1945 – wiersze Do Warszawy i Ruiny katedry świętego Jana Mieczysława Jastruna
- 1946 – zbiór felietonów Wiadomo – stolica! Stefana Wiecheckiego
- 1949 – powieść Krystek z Warszawy Janiny Broniewskiej
- 1955 – powieść Zły Leopolda Tyrmanda
- 1958 – powieść Baedeker warszawski Olgierda Budrewicza
- 1961 – Boso, ale w ostrogach Stanisława Grzesiuka
- 1963 – Genealogia ocalonych Lesława Bartelskiego
- 1967 – Pamiętnik z powstania warszawskiego Mirona Białoszewskiego
- 1974 – Wieczory warszawskie Pawła Hertza
- 1980 – Dziennik 1954 Leopolda Tyrmanda
- 1985 – powieść Warszawskie małe ojczyzny Olgierda Budrewicza
- 1986 – powieść Krakowskie Przedmieście pełne deserów Adolfa Rudnickiego
- 1990 – powieść Nowy Świat i okolice Tadeusza Konwickiego
- 1999 – powieść Tajne państwo Jana Karskiego
- 2004 – pamiętnik Powstanie na Żoliborzu Leopolda Buczkowskiego
- 2004 – Warszawa Przedwczorajsza Olgierda Budrewicza

## Niektórzy pisarze i poeci związani z Warszawą
| - Krzysztof Kamil Baczyński (1921-1944) - Lesław Bartelski (1920-2006) - Miron Białoszewski (1922-1983) - Janina Broniewska (1904-1981) - Olgierd Budrewicz (1923-2011) - Maria Czubaszek (1939-2016) - Ignacy Dąbrowski (1869-1932) - Franciszek Salezy Dmochowski (1801-1871) - Ludwik Adam Dmuszewski (1777-1847) - Tadeusz Gajcy (1922-1944) - Natalia Gałczyńska (1908-1976) - Juliusz Wiktor Gomulicki (1909-2006) - Wiktor Gomulicki (1848-1919) - Stanisław Grzesiuk (1918-1963) - Konstanty Ildefons Gałczyński (1905-1953) - Marek Hłasko ((ur. 1934-1969) - Świętopełk Karpiński (1909-1940) - Bruno Kiciński (1797-1844) - Stefan Kisielewski (1911-1991) - Stanisław Kopf (1924-2004) - Aleksander Kopiński (ur. 1974) - Krystyna Krahelska (1914-1944) | - Juliusz Krzyżewski (1915-1944) - Zofia Kossak-Szczucka (1889-1968) - Zofia Nałkowska (1884-1954) - Marek Nowakowski (ur. 1935) - Antoni Edward Odyniec (1804-1885) - Agnieszka Osiecka (1936-1997) - Bolesław Prus (1847-1912) - Zuzanna Rabska (1888-1960) - Józefa Radzymińska (1921-2002) - Jan Romocki (1925-1944) - Władysław Szlengel (1914-1943) - Eugeniusz Szermentowski (1904-1970) - Julian Tuwim (1894-1953) - Leopold Tyrmand (1920-1985) - Józef Szczepański (1922-1944) - Mieczysław Ubysz (1915-1970) - Jerzy Waldorff (1910-1999) - Stefan Wiechecki (1896-1979) - Roman Zmorski (1822-1867) - Stefan Żeromski (1864-1925) |